# 1464
Năm 1464 là một năm trong lịch Julius.

## Sự kiện
Vua Lê Thánh Tông xuống chiếu giải oan cho Nguyễn Trãi